# ウォルヴァーホロー
ウォルヴァーホロー (Wolver Hollow) はイギリスの競走馬および種牡馬である。
競走馬時代にはエクリプスステークスで優勝し、種牡馬としてはウォローの活躍により1976年の英愛リーディングサイアーに輝いた。

## 経歴
父ソヴリンパスはクイーンエリザベス2世ステークスやロッキンジステークスを制したグレイソヴリン産駒であり、1970年の1000ギニー優勝馬Humble Dutyやミドルパークステークス優勝馬スパニッシュエクスプレスなどを輩出している。
母Cygnetは19号族(19-b)に属する牝馬であり、4代母Sunshotからはケンタッキーオークス優勝馬Lalunやその息子ネヴァーベンドなどが出ている。母父カラカラは凱旋門賞、パリ大賞典、アスコットゴールドカップ、ロワイヤルオーク賞など8戦8勝のトウルビヨン産駒であり、マルセル・ブサック所有のステイヤーである。
ウォルヴァーホローはヘンリー・セシルのもとで調教され、20戦のうちレスター・ピゴット騎乗のエクリプスステークス優勝を含む4勝を挙げた。また、クイーンエリザベス2世ステークスでは2着となり、父子制覇は出来なかった。
種牡馬入り後、産駒のウォローが1976年に2000ギニー、エクリプスステークス、サセックスステークス、ベンソン&ヘッジズゴールドカップに優勝したことにより英愛リーディングサイアーに輝いた。

## おもな産駒
- ウォロー (IRE,1973,黒鹿毛) - 1976年 2000ギニーなど
- Furry Glen (IRE,1971,鹿毛) - 1974年 愛2000ギニー
- Galaxy Libra (IRE,1976,鹿毛) - 1981年 マンノウォーステークス
- Hays (IRE,1979,鹿毛) - 1981年 ミルリーフステークス
- Charlie Bubbles (GB,1971,鹿毛) - 1975年 ハードウィックステークス
- Gift Wrapped (GB,1977,鹿毛) - 1980年 リングフィールドオークストライアルステークス
- Wolverton (IRE,1976,鹿毛) - 1980年 エドモンブラン賞
- My Hollow (IRE,1975,鹿毛) - 1980年 愛ブラウンズタウンフィリーズ

母の父として
- Treasure Hope (IRE,1989,鹿毛,Treasure Kay) - 1992年 伊1000ギニー
- リーチ (IRE,1982,鹿毛,Kris) - 1984年 ロイヤルロッジステークス
- Sergeyev (IRE,1992,栗毛,Mulhollande) - 1995年 英ジャージーステークス
- Sylva Honda (GB,1988,栗毛,Adonijah) - 1991年 ダイオメドステークス
- Tinte Blu (IRE,1988,鹿毛,The Noble Player) - 1991年 伊ロイヤルメアズ賞

## 血統表
| ウォルヴァーホローの血統（ソヴリンパス系＜グレイソヴリン系 / Gainsborough S5×M5=6.25%） | ウォルヴァーホローの血統（ソヴリンパス系＜グレイソヴリン系 / Gainsborough S5×M5=6.25%） | ウォルヴァーホローの血統（ソヴリンパス系＜グレイソヴリン系 / Gainsborough S5×M5=6.25%） | （血統表の出典）      | （血統表の出典） |
| 父 Sovereign Path 1956                                                                  | 父の父Grey Sovereign                                                                    | Nasrullah                                                                               | Nearco                | Nearco           |
| 父 Sovereign Path 1956                                                                  | 父の父Grey Sovereign                                                                    | Nasrullah                                                                               | Mumtaz Begum          |                  |
| 父 Sovereign Path 1956                                                                  | 父の父Grey Sovereign                                                                    | Kong                                                                                    | Baytown               | Baytown          |
| 父 Sovereign Path 1956                                                                  | 父の父Grey Sovereign                                                                    | Kong                                                                                    | Clang                 |                  |
| 父 Sovereign Path 1956                                                                  | 父の母Mountain Path                                                                     | Bobsleigh                                                                               | Gainsborough          | Gainsborough     |
| 父 Sovereign Path 1956                                                                  | 父の母Mountain Path                                                                     | Bobsleigh                                                                               | Toboggan              |                  |
| 父 Sovereign Path 1956                                                                  | 父の母Mountain Path                                                                     | Path of Peace                                                                           | Winalot               | Winalot          |
| 父 Sovereign Path 1956                                                                  | 父の母Mountain Path                                                                     | Path of Peace                                                                           | Grand Peace           |                  |
| 母 Cygnet 1950                                                                          | 母の父Caracalla                                                                         | Tourbillon                                                                              | Ksar                  | Ksar             |
| 母 Cygnet 1950                                                                          | 母の父Caracalla                                                                         | Tourbillon                                                                              | Durban                |                  |
| 母 Cygnet 1950                                                                          | 母の父Caracalla                                                                         | Astronomie                                                                              | Asterus               | Asterus          |
| 母 Cygnet 1950                                                                          | 母の父Caracalla                                                                         | Astronomie                                                                              | Likka                 |                  |
| 母 Cygnet 1950                                                                          | 母の母Mrs Swan Song                                                                     | Sir Walter Raleigh                                                                      | Prince Galahad        | Prince Galahad   |
| 母 Cygnet 1950                                                                          | 母の母Mrs Swan Song                                                                     | Sir Walter Raleigh                                                                      | Smoke Lass            |                  |
| 母 Cygnet 1950                                                                          | 母の母Mrs Swan Song                                                                     | Donati's Comet                                                                          | Flying Orb            | Flying Orb       |
| 母 Cygnet 1950                                                                          | 母の母Mrs Swan Song                                                                     | Donati's Comet                                                                          | Sunshot (Family:19-b) |                  |